# Yahoo!グループ
Yahoo!グループ（ヤフーグループ）とは、Yahoo! JAPANによって提供されていたサービス。2014年5月28日をもってサービス終了した。

## 概要
メーリングリストや電子掲示板、オンラインストレージなど、グループでの活動に使えるサービスが提供されていた。掲示板のみの利用ならば、Yahoo! JAPAN IDを取得せずメールアドレスの登録のみでも利用でき、ウェブの機能を利用する場合はYahoo! JAPAN IDの登録が必要である。

### 沿革
- 2004年2月9日: Yahoo!eグループに各種機能が追加された形で開始
- 2004年3月16日: eグループからYahoo! JAPANに運営会社が変更
- 2009年7月7日: 使用範囲の制限ができる電子掲示板を中心としたコミュニティサービスにリニューアル
- 2013年12月18日: サービスの終了が発表[1][2]
- 2014年5月28日: 午後3時をもってサービスが終了された

## 掲示板
電子掲示板の機能である。設定によっては、グループメンバー以外も閲覧や投稿などの利用ができる。また、グループメンバーのみが利用できる設定であっても、ウェブ上で利用しないのであれば、所定のメールアドレスへメールすることで投稿したり、「掲示板と投稿に関するお知らせ」機能を用いたりすることによって、Yahoo! JAPAN IDを取得せず、メールアドレスのみの登録でも利用できる。

## ウェブの機能
ウェブの機能を利用するには、グループメンバー以外も利用できる設定がされている部分を除き、Yahoo! JAPAN IDの登録が必要である。グループメンバー（機能）を除き、使用範囲の設定では、「使用しない」とすることもできる。

### ブリーフケースとフォトアルバム
オンラインストレージの機能。設定によってはグループメンバー以外も閲覧のみ可能である。尚、ブリーフケースとフォトアルバムには同じ設定が適用され、別々の設定をすることはできない。
フォルダを作成したり階層化させたりして、ファイルを分けて整理することができる。

#### ブリーフケース
ブリーフケースは全てのファイルの種類が利用できる。容量は1ファイル最大5MBで、20MBまでである。
テキストファイルはブリーフケース上で作成、保存、閲覧することができる。

#### フォトアルバム
フォトアルバムは画像形式のファイルのみが利用できる。容量は30MBまでが利用できる。
画像をスライドショーで閲覧する機能や、より効率的にファイルのアップロードができるアップロードツールがある。

### ブックマーク
設定によってはグループメンバー以外も閲覧のみ可能である。

### データベース
ウェブ上で表を作成、保存、閲覧することができる。ローカルハードディスクとのインポートやエクスポートができる。デフォルトで用意されているテンプレートを利用することもできる。

### 投票
アンケートなどを作成できる。質問1つにつき最大25個の選択肢を作成できる。

### グループメンバー
グループメンバーの一覧を閲覧できる。使用範囲の設定を「使用しない」とすることはできない。
データはダウンロードすることができる。管理者は各グループメンバーの設定をできる。

### グループをPR
グループのリンクボタンや参加ボックスをグループに関連するウェブサイトなどで表示してメンバーを募集できる。任意のHTMLエディタにデフォルトのHTMLソースをコピー・アンド・ペーストして利用する。

## サービス終了以前に終了した機能

### カレンダー
Yahoo!グループの開始当初から利用できたが、2013年1月31日をもって終了した。

### アバター表示機能
2004年4月28日より開始され、Yahoo!アバターのサービス終了に伴い、2012年10月2日をもって終了した。

### チャット
Yahoo!グループの開始当初から利用できたが、Yahoo!チャットのYahoo!メッセンジャーへの機能統合に伴い、2007年4月2日をもって終了した。